# Хлопчик-мізинчик (фільм, 1985)
«Хлопчик-мізинчик» (латис. «Sprīdītis») — радянський художній фільм режисера Гунара Пієсіса, знятий за п'єсою дитячої латиської письменниці Анни Брігадере на Ризькій кіностудії, за участю кіностудії «Баррандов» у 1985 році.

## Сюжет
Маленькому Спрідітісу(Хлопчику-Мізинчику) важко живеться у злої мачухи. Бачачи, що навіть улюблені бабуся і Лієніте не можуть захистити його від її гніву, він узяв на плече лопату й пішов у білий світ шукати щастя. По дорозі він зустрічає Матір Вітрів, Матір Лісів і Старичка.
Добрі чарівники допомогли йому перемогти Велетня, Жаднюгу і самого Чорта, але король відмовив йому в руці принцеси. Добре, що лебідь  показав дорогу до Землі Щастя ,яка несподівано виявилася  рідною домівкою.А лиху мачуху король забрав до палацу - давати раду з не менш примхливою принцесою,тож тепер ніхто не кривдитиме Хлопчика-Мізинчика.

## У ролях
- Роланд Нейланд — пастушок Спрідітіс
- Даце Гасіюна — Лієніте
- Елвіра Балдіня — бабуся
- Ельза Радзиня — придворна дама
- Антра Лієдскалниня — відьма
- Астріда Кайріша — Матір Вітрів
- Мірдза Мартінсоне — Матір Лісів
- Дзинтра Клетнієце — мачуха
- Зденек Ржегорж — король
- Мирослав Горачек — чорт
- Мирослава Соучкова — принцеса Золотоволоска
- Юріс Стренга — Скупий

## Знімальна група
- Автор сценарію: Гунар Пієсіс
- Режисер: Гунар Пієсіс
- Оператор: Мартиньш Клейнс
- Композитор: Імантс Калниньш
- Художник: Іварс Майлітіс